# Molanders
Molanders är en svensk TV-serie på 12 avsnitt med premiär 28 januari 2013 i SVT. Serien är skapad av Ulf Kvensler som skrivit manus och regisserat några av avsnitten. Leif Lindblom och Emiliano Goessens har regisserat merparten av serien och Daniel Lägersten har varit projektledare.

## Handling
Familjen Molander bryter upp från en stressig tillvaro i Stockholm, och flyttar till Alingsås. Det är Olofs gamla hemstad och hans fru Fanny hoppas att det ska bli en nystart för familjen.

## Om serien
Molanders bygger delvis på Ulf Kvenslers erfarenheter som klarinettist och beskrivs som en blandning mellan Ingmar Bergmans Scener ur ett äktenskap och amerikanska musikalserien Glee. Serien är delvis inspelad i Mölnlycke. Orkestern Oscar Fredriks Sinfonietta från Göteborg har bidragit med både statister och musikinslag.

## Rollista i urval
- Livia Millhagen - Fanny Molander
- Eric Ericson - Olof Molander
- Alva Cavallin Telkkonen - Alva, Fannys och Olofs dotter
- Erik Lennblad - Linus, Fannys och Olofs son
- Fredrik Gustavsson - Gustav, Linus kompis
- Evabritt Strandberg - Birgit Molander, Olofs mor
- Lars-Erik Berenett - Arne Molander, Olofs far
- Jacob Ericksson - Lars Gunnar "LG" Beern, Musiksällskapets ordförande
- Svetlana Rodina Ljungkvist - Svetlana, fiollärare och konsertmästare i orkestern
- Jonas Karlsson - Jörgen, klarinettist i orkestern
- Peshang Rad - Farshad Dif, AT-läkare
- Ramtin Parvaneh - Kassör i spelbutik
- Julia Dufvenius - Marit Andersson, präst
- Bengt Braskered - Stefan, körledare och Marits man
- Kevin Vaz - Pontus Klarberg
- Lars Väringer - Björn, medlem i orkestern
- Peter Carlberg - Håkan Ilvért, kommunalråd
- Felix Engström - Mats Albertsson, VD på BEA Timber
- Åsa Fång - Cindy
- Dan Ekborg - sångaren Anders Jarl
- Malena Ernman - sångerskan Anna-Karin Westin
- Ulf Kvensler - pantbankstjänsteman
- Anne Lundberg - Anne, konferencier
- Adam Lundgren - Sonny Månsson
- David Björkman - Micke, konsertmästare och tandläkare
- Statister - Ekdalaskolans musikklass (födda 1998)